# Гуиди, Федерика
Федерика Гуиди (итал. Federica Guidi; 19 мая 1969, Модена, Эмилия-Романья) — итальянская бизнесвумен и политик, министр экономического развития в правительстве Ренци (2014—2016).

## Биография
Окончила юридический факультет университета Модены и Реджо-нель-Эмилия. Два года работала финансовым аналитиком Rolo Finance, с 2002 по 2011 год работала в Конфиндустрии, сначала в разных структурах отделения в регионе Эмилия-Романья, а в 2008—2011 годах была вице-президентом организации. Вице-президент Ducati Energia S.p.A. в Болонье, член совета директоров Aspen Institute Italia в Риме и Fondo Italiano d’Investimento SGR S.p.A. в Милане.
С 22 февраля 2014 года — министр экономического развития в правительстве Ренци. Это назначение вызвало полемику в прессе в связи с тем, что ранее Берлускони приглашал Федерику Гуиди в его возобновлённую партию Вперёд, Италия, хотя она несколько раз отказалась. Кроме того, обсуждалась возможность конфликта интересов, поскольку семейная фирма Ducati Energia S.p.A. имеет деловые контакты c Enel, почтой и железными дорогами, подведомственными министру экономического развития. На следующий день после вступления в должность Гуиди ушла в отставку со своих постов в Ducati Energia и Fondo Italiano d’Investimento. 6 мая 2014 года на встрече глав энергетических ведомств семи индустриально развитых стран в Риме Гуиди заявила о намерении продолжать поддержку проекта Южный поток в силу большого значения для развития энергетической инфраструктуры Италии.
31 марта 2016 года подала в отставку после публикации перехвата её телефонного разговора с другом Джанлукой Джемелли (прокуратура Потенцы ведёт против него расследование по делу о нарушении компанией ENI закона при обращении с отходами производства на нефтеперерабатывающем предприятии в Виджано (область Базиликата) — Джемелли подозревается именно в оказании незаконного воздействия на ситуацию с использованием своих связей с действующим министром). Сообщается, что Гуиди пообещала добиться внесения в финансовый «закон стабильности» поправки, отвечающей экономическим интересам Джемелли (в разговоре она также упомянула министра конституционной реформы Марию Элену Боски, которая, по словам Гуиди, согласна с внесением такой поправки). В соответствующем официальном письме премьер-министру Маттео Ренци, находящемуся с визитом в США, Гуиди отрицала свою вину и мотивировала отставку политическими соображениями. В открытом письме в газету Corriere della Sera Гуиди объяснила, что только сообщила человеку, которого считает своим мужем, об уже принятом правительством решении.
5 апреля 2016 года президент Маттарелла назначил премьер-министра Маттео Ренци временно исполняющим обязанности министра экономического развития .

## Семья
Федерика Гуиди — дочь Гуидальберто Гуиди, президента компании Ducati Energia, бывшего вице-президента Конфиндустрии. В прессе опубликованы распечатки телефонных переговоров Гуидальберто Гуиди с активистом Лиги Севера адвокатом Доменико Айелло (Domenico Aiello), в которых он обещал содействие в предоставлении Айелло выгодной должности, и в марте 2014 года Федерика Гуиди, незадолго до этого занявшая кресло министра, назначила Айелло чрезвычайным правительственным комиссаром компании Geo Ambiente Srl, занимающейся вывозом мусора в нескольких коммунах Катании.